# Železniční trať Zvoleněves – Kladno-Dubí
Železniční trať Zvoleněves – Kladno-Dubí byla jednokolejná místní dráha v okrese Kladno. Vznikla v roce 1945 spojením místní dráhy Zvoleněves – Vinařice, otevřené roku 1886, s vlečkou z Vinařic do Kladna-Dubí. V jízdním řádu pro cestující byla naposledy uváděna v tabulce 11b.

## Historie

### Místní dráha Zvoleněves – Vinařice
Úsek Zvoleněves – Vinařice vznikl jako prodloužení místní dráhy Kralupy nad Vltavou – Zvoleněves Rakouské společnosti státní dráhy (StEG). Svépomocnou místní dráhu vybudovala společnost Místní dráha Zvoleněves – Smečno, provoz byl zahájen 1. června 1886 a od začátku jej zajišťovala StEG, která později i dráhu získala. Hlavním důvodem stavby byla vozba uhlí z dolu Jan v Libušíně do Kralup nad Vltavou, které leží na hlavní trati z Prahy do Podmokel. Při výstavbě se počítalo s prodloužením trati do Kladna-Dubí, proti čemuž se ale postavila Buštěhradská dráha, která zde měla pro odvoz uhlí svou vlastní vlečku. Dráha byla s celou společností zestátněna v roce 1909. Na trati byly vedeny 3-4 páry smíšených a později osobních vlaků z Kralup do Vinařic.

### Vlečka Buštěhradské dráhy
Společnost Buštěhradská dráha postavila vlečku pro odvoz uhlí z dolu Mayrau  již roku 1875 (a od roku 1885 i z dolu Ronna) a po vybudování dráhy ze Zvoleněvsi bránila napojení na Kladno, neboť tato dráha pro ni tvořila konkurenci. Ani po zestátnění Buštěhradské dráhy v roce 1921 a ukončení těžby na dole Jan v roce 1925 ke spojení nedošlo a občané Vinařic si museli počkat až do roku 1945, kdy na přání místních samospráv byla pro lepší spojení obcí se správním a průmyslovým centrem Kladnem prodloužena dráha z Vinařic do Dubí s využitím původních vleček.

### Spojená dráha a zánik

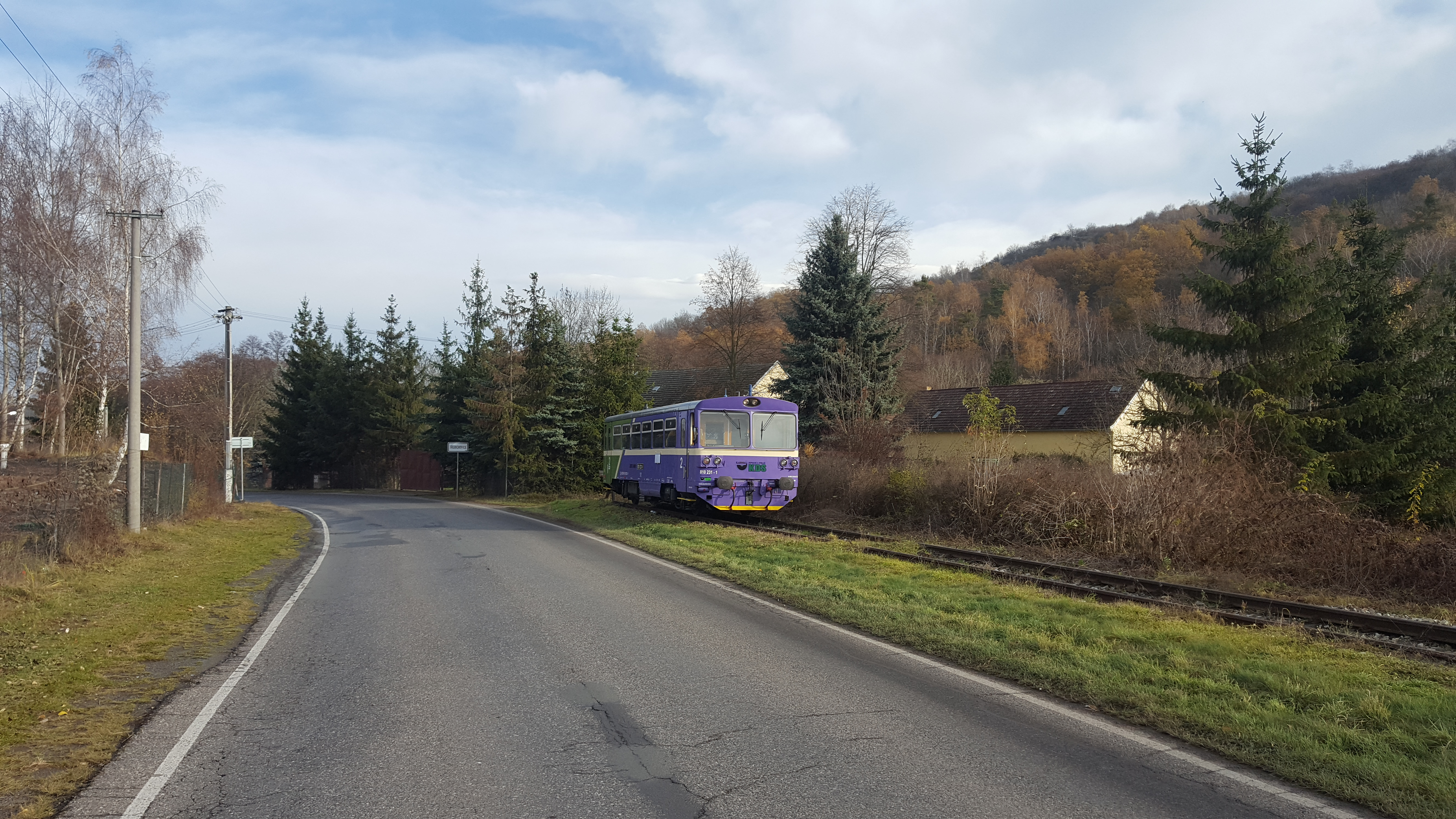
Nostalgický vlak na konci provozované trati v listopadu 2019

Na novém úseku dráhy byl provoz zahájen 3. prosince 1945. Na celou trať bylo denně vypravováno pět až sedm osobních vlaků. V šedesátých letech v souvislosti s rozvojem autobusových linek a individuálního automobilismu začal počet cestujících klesat, neboť trať nevedla do centra Kladna, ale do Dubí, pro trasu Kladno – Kralupy byla pak vhodnější trať přes Zákolany. V souvislosti s poklesem počtu cestujících klesal v 70. letech i počet vlaků, a to až na 4 páry denně. Pro nerentabilitu provozu a havarijní stav trati byla osobní doprava dne 28. května 1982 zastavena. Úsek Zvoleněves – Vinařice byl zrušen a koleje byly koncem osmdesátých let firmou VKD Kladno sneseny a zbytek dráhy sloužil jako vlečka pro doly Kladno a Kladno II.
Po ukončení těžby trať chátrala, nicméně nádraží ve Vinařicích koupila společnost Stavební obnova železnic (od roku 1998 součást koncernu Subterra), která zde měla svou základnu a udržovala i dráhu; v roce 2018 však vstoupila do likvidace. V současnosti (2019) je vlastníkem převážné většiny drážních nemovitostí Správa státních hmotných rezerv. Po části trati se konají příležitostné jízdy pro návštěvníky Hornického skanzenu Mayrau.

## Navazující tratě

### Zvoleněves
- 110 Kralupy nad Vltavou – Zvoleněves – Podlešín – Slaný – Zlonice – Louny

### Kladno-Dubí
- 093 Kladno – Kladno Dubí – Zákolany – Kralupy nad Vltavou